# دائرة أحمر
دائرة أحمر هي إحدى دوائر إقليم اليوسفية، التابع لجهة مراكش آسفي، المملكة المغربية. تضم الدائرة 4 جماعات قروية، وبلغ عدد سكانها 75844 فرداً سنة 2004 حسب الإحصاء الرسمي للسكان والسكنى. يتبع للدائرة 9 مشيخة و187 دوار.

## التقسيمات الإداريّة
تعتبر دائرة أحمر إحدى الدوائر المشكّلة لإقليم اليوسفية، وهو التقسيم الإداري من المستوى الرابع المعتمد في المغرب. ينقسم إقليم اليوسفية إلى 9 جماعات قروية تختلف من حيث السكان والمساحة، والتي بدورها تنقسم إلى مشيخات تضم عدداً من الدواوير.